# Paint.NET
Paint.NET är ett gratis bildredigeringsprogram för Microsoft Windows utvecklat i .NET Framework av Rick Brewster, som startade ursprungligen som ett projekt vid Washington State University med vägledning av Microsoft. Grundidén var att utveckla ett enkelt och gratis alternativ till Microsoft Paint, men programmet har sedan fått många avancerade funktioner såsom lagerhantering, transparens och diverse effekter, som vanligen hittas i kommersiella bildredigeringsprogram; bl.a. Adobe Photoshop, Corel Photo-Paint och Paint Shop Pro.
Programmet är huvudsakligen skrivet i C#, med en liten mängd C++ bland annat för installationsprogrammet. Källkoden är släppt under MIT-licensen. Programmet har ett eget filformat, med filändelsen .pdn, som till skillnad från övriga format även sparar lagerinformationen.

## Historik
Utvecklingen av programmet började 2004 som ett examensprojekt på Washington State University. Första versionen tog 15 veckor att färdigställa och bestod av 36 000 rader kod, och utvecklades som ett alternativ till Microsoft Paint snarare än Adobe Photoshop eller GIMP. Under maj 2006 passerade antalet nedladdningar 2 miljoner med omkring 180 000 nedladdningar per månad.
Från början släpptes programmet under en modifierad version av licensen MIT License, bortsett från installationsprogrammet, text och ikoners. Den var helt och hållet öppen källkod, men på grund av licensbrott, släpptes alla resursrelaterade filer (bland annat gränssnittets text och ikoner) under en Creative Commons-licens som förbjöd all form av modifiering och installationsprogrammets källkod blev stängd. Version 3.36 släpptes först delvis som öppen källkod, men Brewster plockade ned källkoden efter plagiatproblem. I version 3.5 blev programmet en proprietär programvara och  användare fick nu inte modifiera den.
I version 1.1 fick programmet stöd för insticksprogram som bland annat lägger till stöd för att justera bildorienteringen, effekter och ytterligare filformat. De kan programmeras med språk som stöds i .NET Framework, men skrivs mestadels i C#. Dessa skapas av volontärer på det officiella forumet.
Från och med version 4.0.18 släpptes två utgåvor av programmet: En kostnadsfri version som alla andra versioner sedan 3.5 och en annan på Windows Store som kan användas under en tid innan användare måste betala för den. Enligt utvecklaren är detta ett sätt att låta användare kunna bidra på ett enklare sätt, även om det gamla sättet att donera pengar på inte har tagits bort.

### Versionshistorik (urval)
| Version | Utgivningsdatum  | Viktiga förändringar |
| ------- | ---------------- | --- |
| 1.0     | 6 maj 2004       | Första versionen. |
| 1.1     | 1 oktober 2004   | Stöd för effekter. |
| 2.0     | 17 december 2004 | Många nya effekter, justeringsmöjligheter och verktyg.                                                                                     |
| 2.5     | 26 november 2005 | Stöd för översättningar och för insticksprogram med ytterligare filtypsstöd.                                                               |
| 2.6     | 24 februari 2006 | Övergår till .NET Framework 2.0, fullt stöd för 64-bitar.                                                                                  |
| 2.72    | 31 augusti 2006  | Sista versionen som stödjer Windows 2000.                                                                                                  |
| 3.0     | 26 januari 2007  | Möjlighet att öppna flera bilder samtidigt.                                                                                                |
| 3.20    | 12 december 2007 | Enklare att skapa egna insticksprogram för effekter, många inbyggda effekter har förbättrats.                                              |
| 3.30    | 10 april 2008    | Enklare att skapa egna insticksprogram för filtyper, möjlighet att spara PNG med 8- och 24-bitars färgdjup, och BMP med 8-bitars färgdjup. |
| 3.5     | 6 november 2009  | Första versionen optimerad för Windows 7, förnyat gränssnitt, ökad prestanda.                                                              |
| 3.5.5   | 26 april 2010    | Stöd för Windows XP utan Service Pack 3 borttaget, ökat stöd för .NET 4.0.                                                                 |
| 3.5.11  | 17 augusti 2013  | Prestandaförbättringar samt några förberedelser inför version 4.                                                                           |
| 4.0     | 24 juni 2014     | Stödjer bara Windows 7 Service Pack 1 och uppåt, fler språk, fler verktyg, fler effekter.                                                  |
| 4.0.6   | 2 augusti 2015   | Bättre kompatibilitet för Windows 10. |
| 4.0.7   | 30 december 2015 | Den inofficiella svenska översättningen är nu inbyggt i programmet, uppdaterade till .NET Framework 4.6.                                   |
| 4.0.20  | 9 januari 2018   | Uppdaterade till .NET Framework 4.7.1. |
| 4.1     | 5 september 2018 | Två nya effekter lades till. |
| 4.1.6   | 18 mars 2019     | Nya ikoner i gränssnittet. |
| 4.2     | 13 juli 2019     | Stöd för bildformatet HEIC lades till. |
| 4.2.5   | 5 september 2018 | Stöd för bildformatet WebP lades till. |

### Fotnoter
1. ↑  ”System Requirements”. https://www.getpaint.net/download.html#sysreq. Läst 26 mars 2018.  ”Windows 7 SP1, Windows 8.1, or Windows 10”
2. ↑  ”Download”. https://www.getpaint.net/download.html#download. Läst 24 september 2018.  ”English, Chinese (Simplified), Chinese (Traditional), Czech, Danish, Dutch, Finnish, French, German, Hindi, Hungarian, Italian, Japanese, Korean, Lithuanian, Norwegian, Persian, Polish, Portuguese (Brazil), Portuguese (Portugal), Russian, Spanish, Swedish, Ukrainian”
3. ↑  ”Paint.NET - Free Software for Digital Photo Editing”. dotPDN LLC. http://www.getpaint.net/. Läst 24 februari 2011.  ”Originally intended as a free replacement for the Microsoft Paint software that comes with Windows”
4. ↑  ”Paint.NET v1.1 "Beta 2" Download”. Paint.NET v1.1 "Beta 2" Download. Arkiverad från originalet den 2007-12-21. https://web.archive.org/web/20071221034115/http://blogs.msdn.com/rickbrew/archive/2004/09/03/225514.aspx.
5. ↑  Rick Brewster (8 maj 2006). ”Paint.NET crosses 2 million downloads, and other news”. MSDN. Arkiverad från originalet den 2 januari 2008. https://web.archive.org/web/20080102023110/http://blogs.msdn.com/rickbrew/archive/2006/05/08/592633.aspx. Läst 10 mars 2011.
6. ↑  Mook, Nate (27 February 2006). ”Interview: A Look Inside Paint.NET”. Betanews. Betanews, Inc. Arkiverad från originalet den October 30, 2011. https://web.archive.org/web/20111030182655/http://betanews.com/2006/02/27/interview-a-look-inside-paint-net. Läst 16 juni 2006.
7. ↑  paint.net - Licensing and FAQ
8. 1 2  ”Freeware Authors: Beware of "Backspaceware"”. Freeware Authors: Beware of "Backspaceware". paint.net blog. December 4, 2007. http://blog.getpaint.net/2007/12/04/freeware-authors-beware-of-%E2%80%9Cbackspaceware%E2%80%9D/. Läst 27 juli 2017.
9. ↑  ”A new license for Paint.NET v3.5”. A new license for Paint.NET v3.5. http://blog.getpaint.net/2009/11/06/a-new-license-for-paintnet-v35/. Läst 11 februari 2015.
10. ↑  ”CodeLab: Paint.NET Plugin Development Environment”. CodeLab: Paint.NET Plugin Development Environment. August 16, 2014. http://www.boltbait.com/pdn/codelab/.
11. ↑  Rubino, Daniel (30 September 2017). ”Paint.NET is now available in the Windows Store for all Windows 10 PCs”. Windows Central. Mobile Nations. https://www.windowscentral.com/paintnet-now-available-windows-store.
12. ↑  Brinkmann, Martin (1 October 2017). ”Paint.net lands in Windows Store (but is not free)”. ghacks. https://www.ghacks.net/2017/10/01/paint-net-lands-in-windows-store-but-is-not-free/.